# Donkey Kong: Banana Kingdom
Donkey Kong: Banana Kingdom (ドンキーコングバナナキングダム) est un jeu d'arcade de type medal game incluant également des mini-jeux vidéo, développé par Capcom et édité par Nintendo seulement au Japon sur Triforce en 2006. C'est la suite de Donkey Kong: Jungle Fever,.

## Série
1. Donkey Kong: Jungle Fever : 2005
2. Donkey Kong: Banana Kingdom